# 해남군수
해남군수는 전라남도 해남군의 군수이다.

## 같이 보기
- 해남군수 선거